# Trachelophoridius flavicornis
Trachelophoridius flavicornis là một loài bọ cánh cứng trong họ Attelabidae. Loài này được Gyllenhal miêu tả khoa học năm 1839.